# Teracotona subterminata
Teracotona subterminata är en fjärilsart som beskrevs av George Francis Hampson 1901. Teracotona subterminata ingår i släktet Teracotona och familjen björnspinnare. Inga underarter finns listade i Catalogue of Life.